# والنتین پوغپوموگوف
والنتین گئورگی پوغپوموگوف (ارمنی: Վալենտին Գեորգիի Պոդպոմոգով؛ زاده ۲۹ آوریل ۱۹۲۴ - درگذشته ۱۸ ژوئیهٔ ۱۹۹۸) نقاش، کارگردان فیلم ، فیلم‌نامه‌نویس اهل ارمنستان بود.

## زندگی‌نامه
وی در ۲۹ آوریل ۱۹۲۴ در ایروان به دنیا آمد . وی همچنین برنده جوایزی همچون نقاش شایسته ارمنستان شوروی شد. وی در ۱۸ ژوئیهٔ ۱۹۹۸ در سن ۷۴ سالگی در ایروان درگذشت.

## نگارخانه

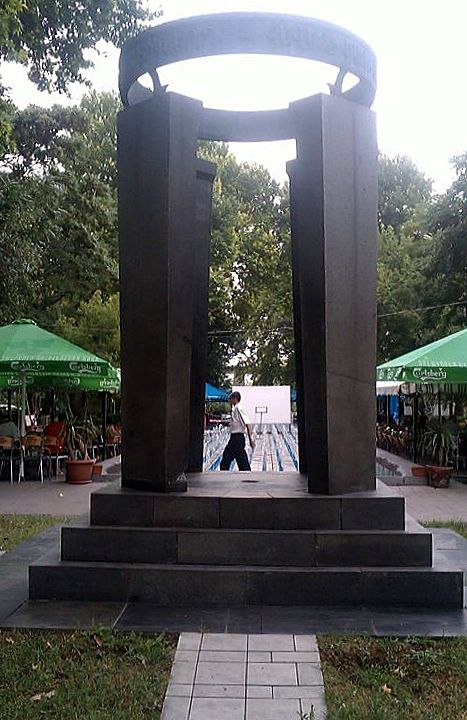